# Conepatus chinga
La moffetta delle Ande (Conepatus chinga Molina, 1782) è un piccolo carnivoro della famiglia Mephitidae, originario del Sudamerica.

## Descrizione
Lo moffetta delle Ande è un carnivoro di medie dimensioni, di circa 2,3-4,5 kg di peso e 46–90 cm di lunghezza. Sul manto, quasi completamente nero, spiccano due strisce bianche che corrono sui fianchi dalla sommità del capo alla coda, anch'essa di colore bianco. Come tutte le specie del genere Conepatus, ha il muso allungato e privo di peli.
Possiede inoltre le ghiandole odorifere anali comuni a tutti i membri della famiglia dei Mefitidi, secernenti un liquido impiegato come arma di difesa.

## Biologia
Le abitudini della moffetta delle Ande sono poco conosciute. Solitario e notturno, si aggira nelle distese erbose a caccia di artropodi e, più raramente, di piccoli mammiferi, ma anche di uova e nidiacei. Trascorre il giorno nel fitto dei cespugli o all'interno di tane scavate nel suolo o tra le rocce.

## Distribuzione e habitat
La moffetta delle Ande è diffuso nelle regioni centro-meridionali del Sudamerica. Il suo areale, dalle Ande del Perù meridionale e della Bolivia, si estende verso ovest fino al Paraguay e verso sud fino a Uruguay, Cile e Argentina, dove la specie è presente fino alla Provincia di Neuquén. Inoltre, ne è stata registrata la presenza in alcune zone del Brasile meridionale, negli Stati di San Paolo, Paraná e Santa Catarina.
Predilige le steppe aperte, con terreno ghiaioso e con prevalenza di cespugli.

## Tassonomia
Attualmente gli studiosi ne riconoscono sette sottospecie:
- C. c. chinga Molina, 1782 (Cile centrale e meridionale);
- C. c. budini Thomas, 1919 (Argentina nord-occidentale);
- C. c. gibsoni Thomas, 1910 (Argentina);
- C. c. inca Thomas, 1900 (Perù);
- C. c. mendosus Thomas, 1921 (Argentina occidentale e zone limitrofe del Cile);
- C. c. rex Thomas, 1898 (Cile settentrionale, Perù meridionale e zone limitrofe di Bolivia e Argentina settentrionale);
- C. c. suffocans Illiger, 1811 (Brasile sud-orientale, Uruguay e Argentina nord-occidentale).